# Zach Randolph
Pour les articles homonymes, voir Randolph.
Zach Randolph, né le 16 juillet 1981 à Marion dans l'Indiana, est un joueur américain de basket-ball évoluant au poste d'ailier fort.

## Biographie
Zach Randolph est né dans un quartier pauvre d'Indiana et n'avait même pas assez d'argent pour s'acheter des habits pour l'école il portait les mêmes habits tous les jours et se faisait intimider pour cela. Un jour, il décida de voler un jean dans un Walmart mais se fit arrêter et passa 30 jours en détention pour mineurs.

### Carrière universitaire
Zach Randolph remporte sa première distinction en terminant second du vote de Mr. Basketball lors de son année senior au lycée de Marion, derrière Jared Jeffries. Cette année-là il aide son lycée à remporter son septième titre d'État.
Il se rend alors à l'université de Michigan State, où il évolue pendant deux saisons avec les Spartans avant de se présenter à la draft 2001 de la NBA.

### Carrière professionnelle

#### Trail Blazers de Portland (2001-2007)
Il est sélectionné en 19e position par les Trail Blazers de Portland. Le joueur est talentueux et mobile pour sa taille (2,06 m). Après deux années d'apprentissage, il remporte en 2004 le titre de joueur ayant le plus progressé. Il signe à l'issue de la saison un contrat de 6 ans pour 84 millions de dollars.
Sa saison 2004-05 est un peu moins bonne que la précédente sur le plan statistique. Il ne joue que 46 matchs à cause d'une blessure au genou.
En dépit de ses capacités à marquer et à prendre des rebonds, Zach Randolph a été l'objet de plusieurs critiques en raison de son mauvais caractère. Il est aussi considéré comme un mauvais défenseur et un mauvais passeur. En 2003, il est suspendu deux matchs après avoir frappé son coéquipier Ruben Patterson au visage lors d'une échauffourée à l'entraînement. Il est également arrêté pour conduite en état d'ivresse et sous influence du cannabis. Il est aussi présent lorsque son frère, Roger Randolph, est pris dans une fusillade dans une discothèque de l'Indiana. Son frère fut finalement mis en prison.

#### Knicks de New York (2007-nov. 2008)
Le 28 juin 2007, jour de la draft, il est transféré aux Knicks de New York en compagnie de Fred Jones, Dan Dickau et du joueur sélectionné en 53e position, Demetris Nichols, en échange de Steve Francis, Channing Frye et d'un deuxième tour de draft 2008.

#### Clippers de Los Angeles (nov. 2008-2009)
Le 21 novembre 2008, il est envoyé chez les Clippers de Los Angeles avec Mardy Collins contre Cuttino Mobley et Tim Thomas.

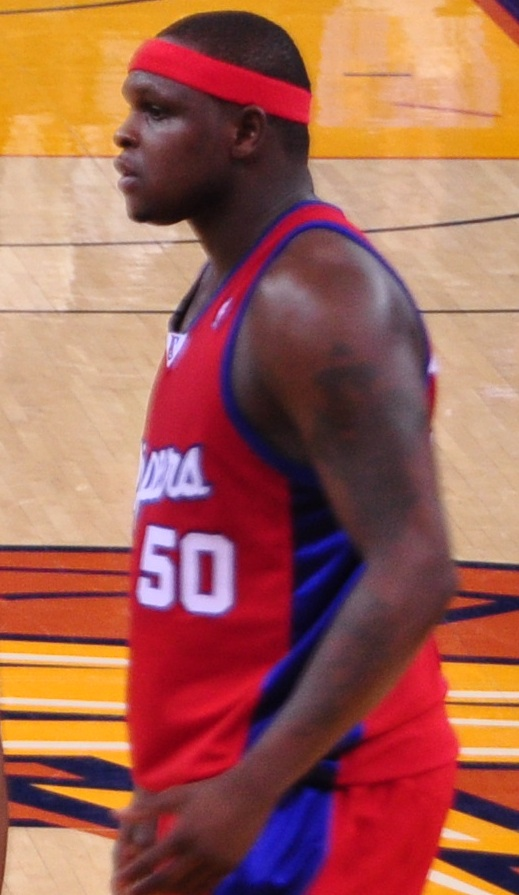
Zach Randolph en mars 2009.

#### Grizzlies de Memphis (2009-2017)
En juin 2009, il est envoyé au Grizzlies de Memphis dans un échange impliquant Quentin Richardson, les Clippers ayant déjà une raquette bien fournie avec Chris Kaman, Marcus Camby et le tout nouveau drafté Blake Griffin. Contre toute attente, il devient le leader d'une surprenante équipe des Grizzlies, qui termine au dixième rang de la conférence. Il est récompensé par une première sélection au NBA All-Star Game 2010, où il fait un match discret.
Lors de la saison 2010-2011, Memphis se qualifie en huitième place pour les plays-offs. Randolph contribue largement à hisser son équipe en demi-finale de conférence face au grand favori San Antonio, en inscrivant 17 de ses 31 points, son record en play-offs, dans le dernier quart temps du sixième match de la série. Lors du tour suivant face au Thunder d'Oklahoma City, il réalise trois autres matchs à au moins 30 points et 10 rebonds, lors des premier, quatrième et sixième matchs de la série. Lors de cette dernière rencontre, il inscrit 30 points et capte 13 rebonds ce qui permet aux Grizzlies de disputer un match sept à Oklahoma City. C'est finalement le Thunder qui remporte l'ultime manche de la série sur le score de 105 à 90, Randolph inscrivant 17 points et captant 10 rebonds. Durant cette série, il reçoit une distinction individuelle pour sa saison en figurant dans la All-NBA Third Team, troisième cinq NBA.

#### Kings de Sacramento (2017 - février 2019)
Agent libre à l'été 2017, Z-Bo signe avec les Kings de Sacramento pour 24 millions de dollars sur deux ans. Son numéro 50 est d'ailleurs retiré par les Grizzlies de Memphis.
Il ne joue pas la moindre minute lors de la saison 2018-2019 sous le maillot des Kings de Sacramento.
Le 6 février 2019, il est envoyé aux Mavericks de Dallas en compagnie de Justin Jackson en échange de Harrison Barnes puis coupé le lendemain.

## Palmarès
- Élu NBA Most Improved Player en 2004.
- 2 sélections au NBA All-Star Game en 2010 et 2013.
- All-NBA Third Team en 2011.
- Joueur ayant pris le plus rebonds offensifs lors de la saison 2009-2010 (330) et lors de la saison 2012-2013 (310).

## Statistiques
gras = ses meilleures performances

### Universitaires
Statistiques en université de Zach Randolph
| Saison    | Équipe         | Matchs | Titul. | Min./m | % Tir | % 3pts | % LF | Rbds/m. | Pass/m. | Int/m. | Ctr/m. | Pts/m. |
| --------- | -------------- | ------ | ------ | ------ | ----- | ------ | ---- | ------- | ------- | ------ | ------ | ------ |
| 2000-2001 | Michigan State | 33     | 8      | 19,8   | 58,7  | 0,0    | 63,5 | 6,7     | 1,0     | 0,7    | 0,7    | 10,8   |
| Carrière  | Carrière       | 33     | 8      | 19,8   | 58,7  | 0,0    | 63,5 | 6,7     | 1,0     | 0,7    | 0,7    | 10,8   |

#### Saison régulière
Légende :
| Meilleure progression de l'année |

gras = ses meilleures performances
Statistiques en saison régulière de Zach Randolph
| Saison        | Équipe        | Matchs | Titul. | Min./m | % Tir | % 3pts | % LF | Rbds/m. | Pass/m. | Int/m. | Ctr/m. | Pts/m. |
| ------------- | ------------- | ------ | ------ | ------ | ----- | ------ | ---- | ------- | ------- | ------ | ------ | ------ |
| 2001-2002     | Portland      | 41     | 0      | 5,8    | 44,9  | —      | 66,7 | 1,68    | 0,32    | 0,17   | 0,10   | 2,78   |
| 2002-2003     | Portland      | 77     | 11     | 16,9   | 51,3  | 0,0    | 75,8 | 4,45    | 0,53    | 0,55   | 0,18   | 8,44   |
| 2003-2004     | Portland      | 81     | 80     | 37,9   | 48,5  | 20,0   | 76,1 | 10,51   | 2,01    | 0,84   | 0,51   | 20,07  |
| 2004-2005     | Portland      | 46     | 37     | 34,8   | 44,8  | 0,0    | 81,5 | 9,61    | 1,87    | 0,74   | 0,37   | 18,93  |
| 2005-2006     | Portland      | 74     | 71     | 34,4   | 43,6  | 29,1   | 71,4 | 8,00    | 1,95    | 0,77   | 0,19   | 18,01  |
| 2006-2007     | Portland      | 68     | 67     | 35,7   | 46,7  | 29,2   | 81,9 | 10,12   | 2,16    | 0,78   | 0,22   | 23,65  |
| 2007-2008     | New York      | 69     | 68     | 32,5   | 45,9  | 27,5   | 77,2 | 10,3    | 2,0     | 0,9    | 0,2    | 17,6   |
| 2008-2009     | New York      | 11     | 11     | 35,3   | 43,4  | 29,2   | 82,1 | 12,45   | 1,36    | 1,18   | 0,27   | 20,55  |
| 2008-2009     | L.A. Clippers | 39     | 34     | 35,1   | 48,7  | 34,2   | 70,1 | 9,41    | 2,26    | 0,77   | 0,33   | 20,90  |
| 2009-2010     | Memphis       | 81     | 81     | 37,7   | 48,8  | 28,8   | 77,8 | 11,73   | 1,84    | 0,99   | 0,42   | 20,75  |
| 2010-2011     | Memphis       | 75     | 74     | 36,3   | 50,3  | 18,6   | 75,8 | 12,19   | 2,17    | 0,84   | 0,33   | 20,05  |
| 2011-2012*    | Memphis       | 28     | 8      | 26,2   | 46,3  | 25,0   | 65,9 | 8,04    | 1,71    | 0,75   | 0,14   | 11,57  |
| 2012-2013     | Memphis       | 76     | 75     | 34,3   | 46,0  | 8,7    | 75,0 | 11,24   | 1,42    | 0,80   | 0,41   | 15,38  |
| 2013-2014     | Memphis       | 79     | 79     | 34,2   | 46,7  | 10,0   | 74,2 | 10,06   | 2,53    | 0,68   | 0,29   | 17,37  |
| 2014-2015     | Memphis       | 71     | 71     | 32,4   | 48,7  | 35,0   | 76,5 | 10,52   | 2,15    | 0,97   | 0,20   | 16,10  |
| 2015-2016     | Memphis       | 68     | 53     | 29,7   | 47,5  | 23,1   | 79,6 | 7,78    | 2,09    | 0,63   | 0,19   | 15,29  |
| 2016-2017     | Memphis       | 73     | 5      | 24,5   | 44,9  | 22,3   | 73,1 | 8,19    | 1,67    | 0,52   | 0,14   | 14,08  |
| 2017-2018     | Sacramento    | 59     | 58     | 25,6   | 47,3  | 34,7   | 78,5 | 6,73    | 2,15    | 0,71   | 0,17   | 14,53  |
| Carrière      | Carrière      | 1116   | 883    | 31,0   | 47,1  | 27,3   | 76,4 | 9,15    | 1,84    | 0,75   | 0,27   | 16,65  |
| All-Star Game | All-Star Game | 2      | 0      | 16,2   | 43,8  | —      | —    | 5,50    | 1,00    | 1,00   | 0,00   | 7,00   |

Note: La saison 2011-2012 a été réduite de 82 à 66 matchs en raison d'un lock-out.
Dernière modification le 21 février 2023

#### Playoffs
Légende :
| Champion NBA | Meilleur joueur de cette catégorie statistique de la saison |

Statistiques en playoffs de Zach Randolph
| Saison   | Équipe   | Matchs | Titul. | Min./m | % Tir | % 3pts | % LF | Rbds/m. | Pass/m. | Int/m. | Ctr/m. | Pts/m. |
| -------- | -------- | ------ | ------ | ------ | ----- | ------ | ---- | ------- | ------- | ------ | ------ | ------ |
| 2002     | Portland | 1      | 0      | 1,0    | —     | —      | —    | 0,00    | 0,00    | 0,00   | 0,00   | 0,00   |
| 2003     | Portland | 7      | 4      | 29,3   | 52,5  | —      | 89,2 | 8,71    | 1,57    | 0,43   | 0,29   | 13,86  |
| 2011     | Memphis  | 13     | 13     | 39,6   | 44,6  | 25,0   | 82,1 | 10,85   | 2,38    | 1,08   | 0,77   | 22,23  |
| 2012     | Memphis  | 7      | 7      | 35,4   | 42,0  | 0,0    | 62,9 | 9,86    | 0,86    | 1,00   | 0,57   | 13,71  |
| 2013     | Memphis  | 15     | 15     | 37,0   | 46,0  | 0,0    | 67,0 | 10,00   | 1,60    | 0,67   | 0,47   | 17,40  |
| 2014     | Memphis  | 6      | 6      | 39,1   | 40,4  | 0,0    | 61,0 | 8,67    | 2,33    | 0,83   | 0,17   | 18,17  |
| 2015     | Memphis  | 11     | 11     | 34,7   | 42,3  | 20,0   | 87,9 | 8,45    | 2,09    | 0,55   | 0,00   | 15,64  |
| 2016     | Memphis  | 4      | 4      | 29,9   | 37,1  | —      | 85,7 | 8,75    | 1,75    | 0,25   | 0,00   | 13,00  |
| 2017     | Memphis  | 6      | 4      | 31,9   | 42,2  | 14,3   | 72,7 | 8,17    | 0,67    | 0,83   | 0,33   | 13,17  |
| Carrière | Carrière | 70     | 64     | 35,0   | 43,7  | 15,4   | 75,0 | 9,29    | 1,71    | 0,73   | 0,37   | 16,50  |

## Records sur une rencontre en NBA
Les records personnels de Zach Randolph en NBA sont les suivants, :
| Type de statistique        | Saison régulière | Saison régulière                             | Saison régulière | Playoffs | Playoffs                  | Playoffs      |
| Type de statistique        | Record           | Adversaire                                   | Date             | Record   | Adversaire                | Date          |
| -------------------------- | ---------------- | -------------------------------------------- | ---------------- | -------- | ------------------------- | ------------- |
| Points                     | 43               | Grizzlies de Memphis                         | 29 mars 2007     | 34       | 2 fois                    | 2 fois        |
| Paniers marqués            | 17               | @ Suns de Phoenix                            | 19 janvier 2007  | 12       | 3 fois                    | 3 fois        |
| Paniers tentés             | 40               | @ Grizzlies de Memphis                       | 27 janvier 2007  | 25       | Thunder d'Oklahoma City   | 9 mai 2011    |
| Paniers à 3 points réussis | 5                | @ Pelicans de La Nouvelle-Orléans            | 8 décembre 2017  | 1        | 4 fois                    | 4 fois        |
| Paniers à 3 points tentés  | 9                | @ Pelicans de La Nouvelle-Orléans            | 8 décembre 2017  | 2        | 3 fois                    | 3 fois        |
| Lancers francs réussis     | 15               | Hornets de La Nouvelle-Orléans/Oklahoma City | 10 novembre 2006 | 16       | Thunder d'Oklahoma City   | 9 mai 2011    |
| Lancers francs tentés      | 20               | @ Cavaliers de Cleveland                     | 15 novembre 2006 | 17       | Thunder d'Oklahoma City   | 9 mai 2011    |
| Rebonds offensifs          | 13               | Pistons de Détroit                           | 15 novembre 2014 | 9        | Spurs de San Antonio      | 25 mai 2013   |
| Rebonds défensifs          | 16               | 2 fois                                       | 2 fois           | 14       | @ Spurs de San Antonio    | 17 avril 2011 |
| Rebonds totaux             | 25               | @ Knicks de New York                         | 27 février 2010  | 21       | Thunder d'Oklahoma City   | 7 mai 2011    |
| Passes décisives           | 10               | Clippers de Los Angeles                      | 19 mars 2016     | 6        | 2 fois                    | 2 fois        |
| Interceptions              | 5                | Jazz de l'Utah                               | 10 février 2004  | 3        | 4 fois                    | 4 fois        |
| Contres                    | 5                | @ Heat de Miami                              | 23 novembre 2004 | 3        | @ Clippers de Los Angeles | 11 mai 2012   |
| Balles perdues             | 7                | 10 fois                                      | 10 fois          | 5        | 2 fois                    | 2 fois        |
| Minutes jouées             | 50               | Heat de Miami                                | 19 février 2010  | 56       | Thunder d'Oklahoma City   | 9 mai 2011    |

- Double-double : 520 (dont 32 en playoffs)
- Triple-double : 1

## Salaires
Les gains de Zach Randolph en NBA sont les suivants :
| Saison      | Équipe        | Salaire       |
| ----------- | ------------- | ------------- |
| 2001-2002   | Portland      | 1 019 280 $   |
| 2002-2003   | Portland      | 1 095 720 $   |
| 2003-2004   | Portland      | 1 172 160 $   |
| 2004-2005   | Portland      | 1 504 272 $   |
| 2005-2006   | Portland      | 10 666 667 $  |
| 2006-2007   | Portland      | 12 000 000 $  |
| 2007-2008   | New York      | 13 333 333 $  |
| 2008-2009   | L.A. Clippers | 14 666 667 $  |
| 2009-2010   | Memphis       | 16 000 000 $  |
| 2010-2011   | Memphis       | 17 666 666 $  |
| 2011-2012*  | Memphis       | 15 200 000 $  |
| 2012-2013   | Memphis       | 16 500 000 $  |
| 2013-2014   | Memphis       | 17 800 000 $  |
| 2014-2015   | Memphis       | 16 500 000 $  |
| 2015-2016   | Memphis       | 9 638 555 $   |
| 2016-2017   | Memphis       | 10 361 445 $  |
| 2017-2018   | Sacramento    | 12 307 692 $  |
| 2018-2019   | Dallas        | 11 692 308 $  |
| Total Gains | Total Gains   | 199 124 765 $ |

Note : * En 2011, le salaire moyen d'un joueur évoluant en NBA est de 5 150 000 $.

## Pour approfondir
- Liste des joueurs en NBA ayant joué plus de 1 000 matchs en carrière.
- Liste des meilleurs marqueurs en NBA en carrière.
- Liste des meilleurs rebondeurs en NBA en carrière.